# 梅芳
梅 芳（メイ・ファン、本名：廖 春梅、1936年5月30日 - ）は台湾の女優。

## 経歴
台湾南投県生まれの客家人。1954年にラジオ局・台中豊原農民電台のアナウンサーとなり、23歳で結婚して台北に移ってからは台北民天電台のラジオドラマで活躍、『講』などに出演した。1963年、台湾電視公司の『金龜婿』でテレビドラマデビュー、当時まだ20代であったが、老けメイクで20歳の主人公の姑役を演じて評判となった。その後、侯孝賢作品のお母さん役でおなじみとなり、『冬冬の夏休み』『童年往事 時の流れ』『恋恋風塵』『悲情城市』『百年恋歌』など、数多くの映画に出演。テレビドラマでも、1999年に『天公疼好人』で金鐘奨助演女優賞を獲得している。2008年『Orzボーイズ！』に出演し、金馬奨助演女優賞を受賞。引退宣言をしたが、2009年、引退を撤回して『トロッコ』に出演した。2016年、金鐘奨終身貢献賞を受賞した。

## フィルモグラフィー
- 重慶一號（1970年）
- 苦情花（1970年）
- 母親與我（1971年）
- 寸草稚子心（1972年）
- 雷風雨（1973年）
- 近水樓台（1974年）
- 難忘的一天（1979年）
- 春之晨（1979年）
- 鬼搭手（1979年）
- 美麗與哀愁（1980年）
- 『ステキな彼女』就是溜溜的她（1980年）
- 錯體情（1981年）
- 『風が踊る』風兒踢踏踩（1981年）
- 豆芽夢（1981年）
- 向黑暗挑戰（1981年）
- 冷豔嬌娃（1982年）
- 一線兩星大進擊（1982年）
- 愛的羽毛在飄（1982年）
- 『川の流れに草は青々』河畔青草青（1982年）
- 台上台下（1983年）
- 『海辺の一日』海灘的一天（1983年）
- 誘惑（1983年）
- 『海をみつめる日』看海的日子（1983年）
- 小畢從軍去（1983年）
- 霧裡的笛聲（1984年）
- 北南西東（1984年）
- 『冬冬の夏休み』冬冬的假期（1984年）
- 校園檔案（1985年）
- 『台北ストーリー』青梅竹馬（1985年）
- 『童年往事 時の流れ』童年往事（1986年）
- 『恋恋風塵』戀戀風塵（1986年）
- 失蹤人口（1987年）
- 桂花巷（1988年）
- 『墓あらし/笛吹きの恋』陰間響馬,吹鼓吹（1988年）
- 『悲情城市』悲情城市（1989年）
- 校園青春樂（1989年）
- 黑皮鞋與白布鞋（1989年）
- 過河小卒（1990年）
- 官兵捉強盜（1991年）
- 『多桑 父さん』多桑（1994年）
- 『好男好女』好男好女（1995年）
- 『百年恋歌』最好的時光（2005年）
- 『Orzボーイズ！』囧男孩（2008年）
- 『トロッコ』（2009年）
- 帶我去遠方（2009年）
- 十加十（2011年）
- 我不窮，我只是沒有錢（2013年）
- 『黒衣の刺客』刺客 聶隱娘（2015年）